# Луба (народ)
Луба (балуба) — этническая общность на юго-востоке Демократической Республики Конго (бывший Заир), крупнейший народ этой страны. Живут преимущественно в провинциях Касаи, Лулуа, Восточное Касаи, Ломами, Верхнее Ломами, Маниема, Танганьика, Верхняя Катанга и Луалаба.
Численность — около 11 млн человек. По религии — христиане (католики, пресвитериане и др.), часть — мусульмане-сунниты, но сохраняются и древние верования (культ предков, анимизм и др.), есть последователи синкретических сект.
В Средние века луба создали своё государство Луба. Издревле луба занимались ручным земледелием (кукуруза, просо, маниок, ямс). Развито прикладное искусство, особенно художественная резьба по дереву. Значительное число работает на предприятиях Катанги.
Для традиционной социальной организации характерны матрилинейные родовые структуры.

## Состав
Включает группы (возможно отдельные народы):
- западные луба (луба-касаи, лулуа, лува) — ок. 7 млн чел.;
- луба-катанга (шаба) — 2 млн чел.;
- южные луба (санга) — 720 тыс. чел.;
- каньок — 340 тыс.чел.;
- восточные луба (хемба) — 230 тыс.чел.;
- лвалу — 65 тыс. чел.

## Язык
Говорят на языках луба (группа L30): луба-касаи (чилуба), луба-катанга (шаба), каньок, хемба, санга и лвалу. Луба-касаи — один из самых распространённых языков ДР Конго и всей Центральной Африки, имеет письменность на латинской основе.
Распространён также западный диалект суахили — кингвана.

## История

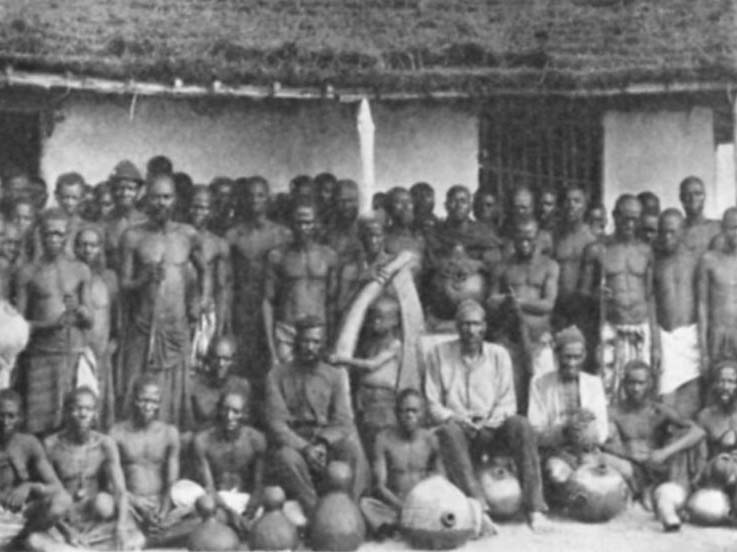
Луба, 1908 год.

К V веку н. э. в ходе миграции народы банту достигли болотистых областей долины Упемба, на юго-востоке территории современной Демократической Республики Конго. Требовался высокий уровень организации, чтобы в этом районе строить и поддерживать в рабочем состоянии запруды и дренажные канавы. Благодаря сооруженным запрудам, стало возможным запасать рыбу на время засушливых сезонов. Луба добывали соль и пальмовое масло. Наряду с сушеной рыбой они были главным предметом торговли народа. В VI веке луба начали обрабатывать железо. Во главе поселений луба стояли килоло, определяемые по мужской линии вожди.

### Империя Луба
К 1500 году, возможно, ранее, начинается объединение кланов луба в единое королевство под властью монарха — «божественного ставленника». Король, мулохве (мулопве), был выходцем клана балопве, который выступал в роли посредника между миром людей и миром духов. Мулохве выполнял следующие функции:
1. Глава светского управленческого аппарата
2. Сбор податей с местных вождей. Полученное перераспределялось в виде подарков между лояльными последователями монархии. На практике данная податная система составила основу контролируемой государством торговой сети.
3. Глава Бамбудийе, тайного церемониального общества, в которое входили короли, вожди и другие представители власти, как мужчины, так и женщины. Они следили за сохранением целостности королевства, и были хранителями племенных традиций, в том числе устной.

С 1585 года начинается бурный рост влияния королевства луба. В начале XVIII века ими были культивированы маниок и маис, завезенные из Нового Света португальцами. Наличие постоянного источника пищи стало причиной демографического и экономического роста. Это, в свою очередь, подняло авторитет королевской власти.
Наибольшего расцвета королевство достигло при правителях Илунга Сунга (1780—1810), его сыне Кумвимбе Нгомбе (1810—1840) и Илунга Кабале (1840—1874). При посредничестве португальцев луба вели торговлю в аванпостах на территории Анголы . Крестообразные медные слитки и тканые полотна из рафии служили средством денежного обращения в торговой сети, где яды для стрел, звериные шкуры, слоновая кость и сушеная рыба обменивались на скот, хлопок, бисер, железо и орудия труда.
Приблизительно с 1870 года начинается закат государства луба, оно стало постепенно терять позиции. Помимо этого, луба находились под угрозой вторжения племени ньямвези, двигавшегося со стороны озера Танганьика, и арабскими переселенцами, двигавшимися с восточного побережья Африки вглубь материка. Решающим фактором было наличие и у тех и у других огнестрельного оружия. Луба не были завоеваны, но арабы перекрыли северные торговые пути, ньямвези — южные, экономике государства был нанесен серьёзный урон. Для того, чтобы восполнить ущерб и приобрести ружья, луба были вынуждены начать продавать население в рабство, что только ускорило распад. Цены на рабов падали, а недовольство в народе росло. В 1874 году был убит Илунга Кабале. После его смерти в королевстве начались династические распри. В 1880 году восток Конго перешёл под контроль арабов под предводительством Хамеда бин Мохаммеда аль-Марджеби. Помимо этого, арабы занесли на территорию луба оспу.

### Свободное Государство Конго
В 1885 году территория современной ДРК в результате обмана местного населения (кабальные договоры с вождями) и сметливой международной политики бельгийского короля Леопольда II под именем Свободного Государства Конго стала сначала личным доменом короля, а позднее бельгийской колонией. Местные племена были бесплатной рабочей силой при постройке железных дорог, городов и рудников. За отказ выполнять трудовую повинность и поставлять ресурсы следовали карательные меры — истребление жителей, разорение деревень. Луба подняли несколько восстаний, но они были подавлены, а участники сосланы на медные рудники.

### Независимость
Только в 1960 году, опасаясь крепнущего национально-освободительного движения, бельгийцы даровали ДРК независимость. В том же году центр горнодобывающей промышленности — провинция Катанга, заявила о праве на самоопределение. Луба разделились на два лагеря — сторонники отделения Катанги, под предводительством Эмануэля Ндайе и сторонников центрального правительства, их лидером был Кисула Нгойе. Когда сепаратисты потерпели поражение, Кисула Нгойе стал наиболее авторитетным лидером народа луба.

## Религия

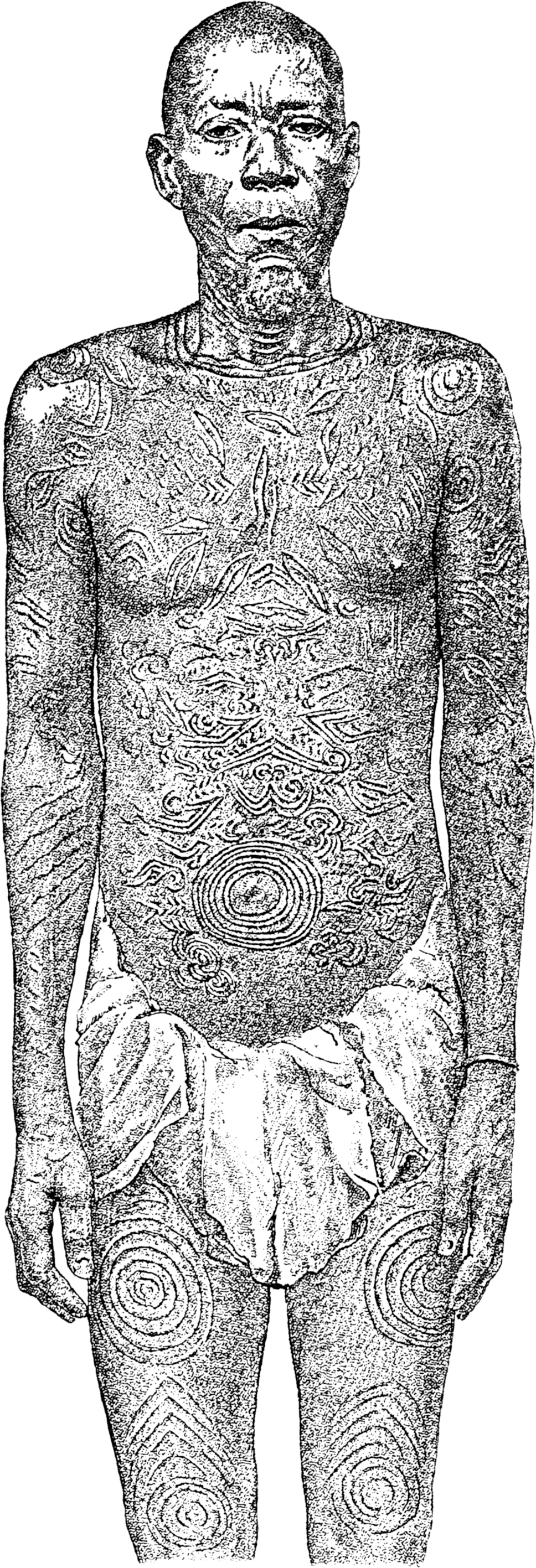
Традиционные татуировки луба, 1898 год.

Религия луба — христианство, его проповедовали португальские миссионеры. Сохраняются и древние верования: культ предков, анимизм и др.
Имя божества-творца луба — Кабезья-Мпунгу.
Миф о сотворении мира объясняет связь между невидимостью Бога и одарённостью людей душой, божественной составляющей, принадлежащей Кабезья-Мпунгу.
Согласно мифу, Кабезья-Мпунгу после сотворения мира и людей, у которых тогда ещё не было сердца, решает стать невидимым. После налаживания баланса между дождём, солнцем, луной и тьмой он исчезает, но, чтобы заменить себя видимого, посылает людям Мутшима, сердце, духовную составляющую часть.

## Традиционный уклад жизни

### Поселения
Деревня луба представляет собой тесное скопление домов прямоугольной формы, построенных вдоль единственной дороги.

### Ремесла
Луба известны как искусные резчики по дереву. Особенно ценны изготовленные ими церемониальные маски, ножи, браслеты и топоры.

### Ритуалы, церемонии, традиции

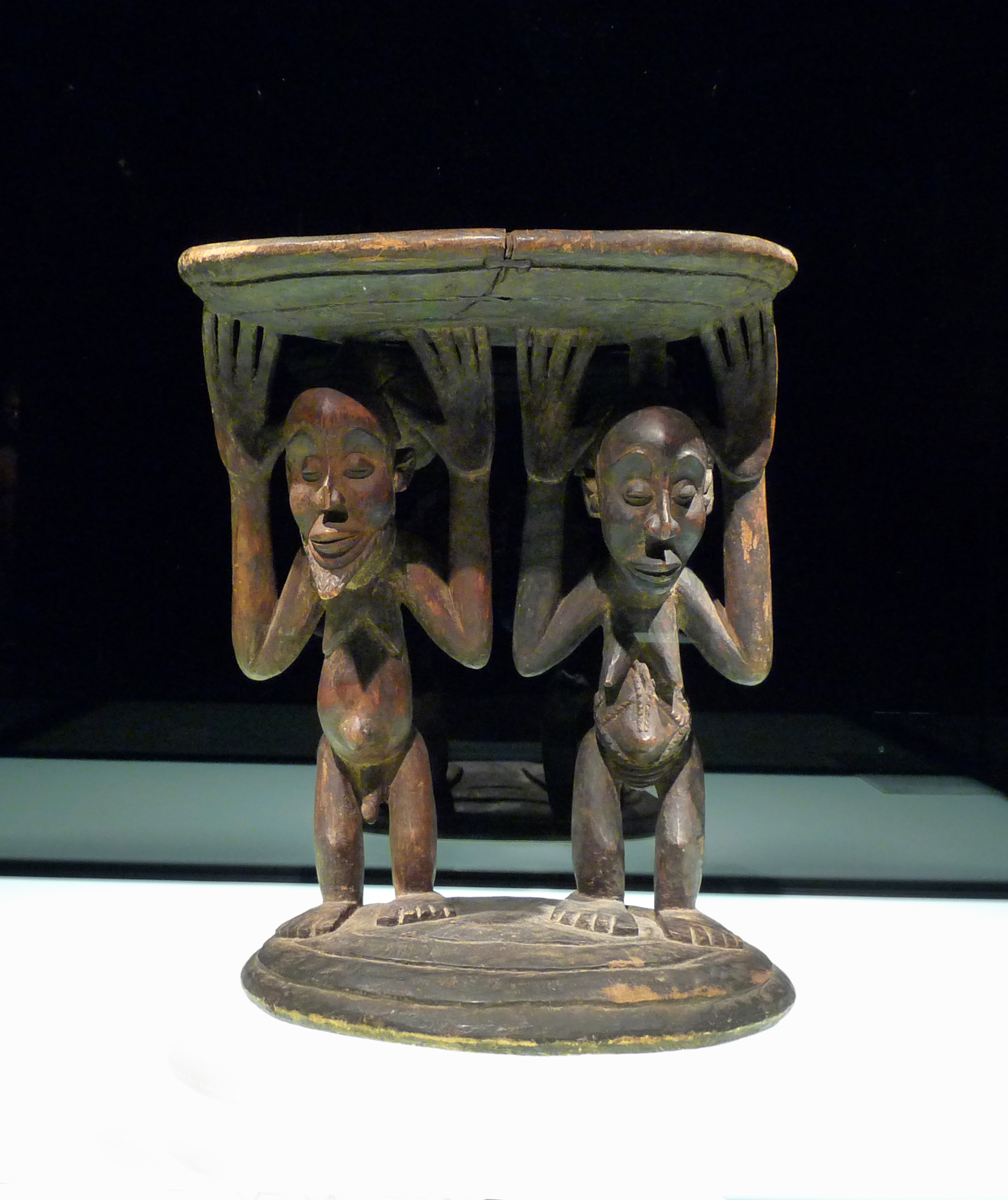
Кариатида луба в виде табуретки, дерево, XIX век.

Среди народа луба практиковались гадания кибута. Билумбу, прорицатели-медиумы, достигали трансового состояния, вглядываясь в мбоко, священные корзины или тыквы, внутри которых находились церемониальные предметы. Через расположение этих предметов на дне мбоко духи передавали свою волю гадателю.
Члены тайного общества Бамбудийе владели приспособлением, помогающим сохранить и запомнить историю и ритуалы народа луба. Он назывался лукаса, «памятная доска». Цветные бисерины и ракушки, определённым образом помещенные на резной деревянной доске многое могли рассказать посвящённому.
Украшение, обряд, символическое послание фигурирует в раскраске тела. Белый у луба считается символом больных, мёртвых, знаком траура и печали. Во время похорон луба красят труп в белый цвет. Белую краску получают, разводя белую глину. Красный цвет символизирует жизнь, здоровье, радость, силу, богатство, людей или вещи, подлежащие запрету. Женщины-луба красятся в красный цвет в течение двух-трёх лет пока кормят грудью и не могут вступать в половые сношения.
Раскраска может служить и для выражения особых взаимоотношений между отдельными лицами в танцах некоторых тайных союзов луба: мужчина и женщина с наступлением ночи могут подать друг другу знаки об обоюдном желании покинуть танцы с помощью цветного пятна где-то на теле.
Из суеверных опасений за судьбу роженицы у луба о беременности не говорят открыто, а прибегают к красочным иносказаниям: «она запуталась в лианах и должна терпеливо из них выбираться», «она на верхушке дерева и должна оттуда осторожно спускаться». Акушерки-луба, если возникают осложнения, расспрашивают женщину, к каким родственникам она могла проявить непочтительность. Цель этого ясна: создать благоприятные условия для родов, душевное спокойствие и психическую разрядку.

## Известные представители народа луба
- Феликс Чисекеди - президент ДРК.
- Мутомбо, Дикембе - профессиональный баскетболист NBA.